# Flussaggio
Il flussaggio è una fase di preparazione che si utilizza nell'operazione di zincatura di un pezzo in materiale ferroso. Poiché il materiale destinato al bagno di zinco proviene da una precedente fase di pulizia (vedi decapaggio), occorre preservare la superficie del materiale da zincare con una pellicola protettiva, per mezzo appunto del flussaggio, che ne impedisca l'ulteriore ossidazione. Tale pellicola migliora inoltre la reazione tra lo zinco e il ferro della superficie del pezzo quando quest'ultimo viene immerso nello zinco fuso.
In base al materiale e al prodotto trattati, viene scelto il flussaggio adeguato. Solitamente il pezzo viene immerso in una soluzione di cloruri di zinco e ammonio. Il sottile film di liquido che si fissa sulla superficie in seguito al trattamento di preriscaldamento ed asciugatura, che precede la zincatura, realizza la funzione protettiva detta. Raramente, in alternativa al metodo precedente, il flussaggio viene realizzato grazie a spruzzatura della superficie da zincare con la soluzione di flussaggio, in forma liquida o in polvere, oppure immergendo il pezzo nello strato schiumoso che galleggia sullo zinco fuso.
Con il termine di flussaggio si intende anche l'operazione di rimozione, per trasporto fluido, di contaminanti di varia natura presenti all'interno di tubazioni e/o apparecchiature. Per ottenere tale risultato il fluido veicolante viene posto in circolazione tramite idonee pompe fino a realizzare condizioni tali da garantire il conseguimento di condizioni di flusso turbolento, idonee al trasporto dei contaminanti. Le attività di flussaggio interessano prevalentemente le tubazioni dei circuiti idraulici e di lubrificazione; il flussaggio viene effettuato con un fluido compatibile con quello di esercizio.